# 勒德拉
勒德拉（德語：Lödla）是德国图林根州的市镇，隶属于阿尔滕堡地区县。总面积为4.3平方千米，截至2023年12月31日总人口为722人。